# Keying
Keying (耆英; 21 de marzo de 1787 - 29 de junio de 1858), también conocido como Qiying y su nombre manchú Kiyeng', fue un diplomático y estadista manchú de la dinastía Qing. Era miembro del clan imperial Aisin Gioro, y comenzó su carrera en el Tribunal del Clan Imperial, un tribunal especial dedicado a dirimir todos los asuntos relacionados con el clan imperial chino. Keying estuvo involucrado en la negociación de varios tratados de paz con las potencias occidentales, empezando por el Tratado de Nankín (1842), que puso fin a la primera guerra del Opio con Gran Bretaña en 1842, lo que lo convirtió en uno de los interlocutores Qing mejor conocidos por las potencias occidentales. Keying fue enviado a negociar de nuevo en 1858 para resolver la segunda guerra del Opio con Gran Bretaña y Francia, pero fue desacreditado por el Reino Unido, repudiado por el Emperador Daoguang y forzado a suicidarse.

## Biografía

### Primeros años
Keying nació el 21 de marzo de 1787. Era descendiente del noveno hijo de Nurhaci, Babutai (el duque Kexi de primer rango), lo que convertía a Keying en miembro de la casa imperial de Aisin Gioro. Pertenecía al Estandarte azul liso manchú de los Ocho estandartes. Ocupó multitud puestos destacados en el gobierno Qing y fue degradado en varias ocasiones por corrupción en el cargo, pero consiguió recuperar su posición como funcionario destacado en la corte Qing gracias a su ascendiente familiar. Entre otras cosas, fue viceministro en el Ministerio de Guerra y, al igual que su padre, fue ministro jefe en el Ministerio de Ritos. En 1838 fue vicegobernador en Jehol, en Manchuria.

### Guerras del Opio

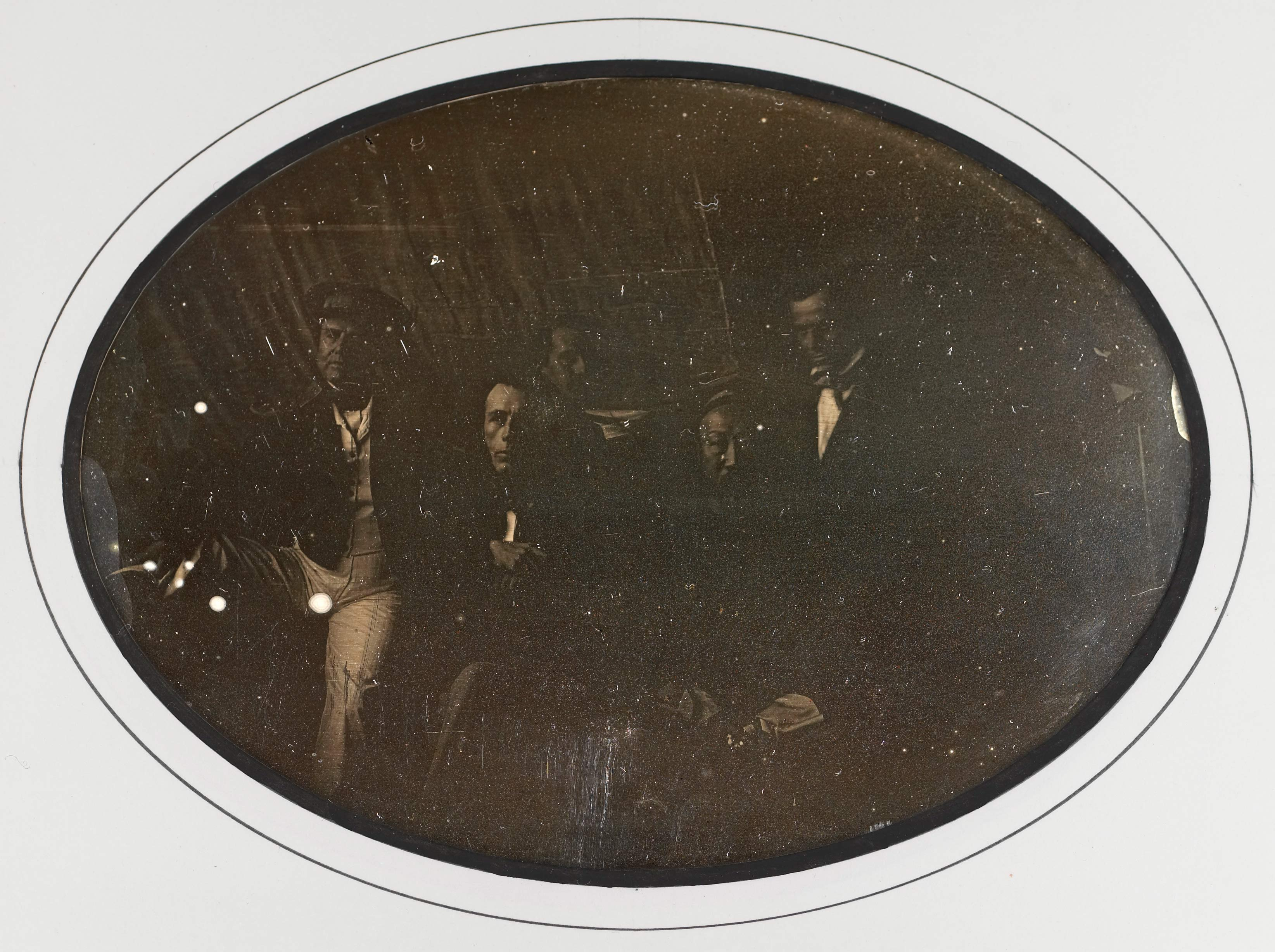
Daguerrotipo que conmemoró la firma del Tratado de Whampoa entre Francia y China. Keying aparece sentando en el lado derecho.

En 1842, Keying fue nombrado virrey de Liangjiang y el Emperador Daoguang le encomendó como tal que negociara un tratado de paz con Gran Bretaña, enfrentado con China desde 1839 en la primera guerra del Opio. Como los británicos habían tomado el delta del Yangtzé y amenazaban Nankín, Keying y el general Yijing aceptaron las demandas británicas de negociar un armisticio, y fue el principal responsable de la firma del Tratado de Nankín (1842). Tras la firma del tratado, fue detenido junto con su colega Yijing y condenado a muerte acusado de derrotismo, pero su condena fue conmutada y, como oficial con experiencia en tratar con los europeos, Daoguang lo envió a Cantón como Comisario Imperial. Al año siguiente, firmó el Tratado del Bogue para complementar el Tratado de Nankín. En 1844 fue nombrado Virrey de Liangguang y concluyó el Tratado de Wanghia (1844) con los Estados Unidos, el Tratado de Whampoa (1844) con Francia, y el Tratado de Cantón (1847) con Suecia-Noruega. Este es el primer grupo de lo que los chinos llamaron más tarde Tratados desiguales. En noviembre de 1845, Keying fue bien recibido en Hong Kong.

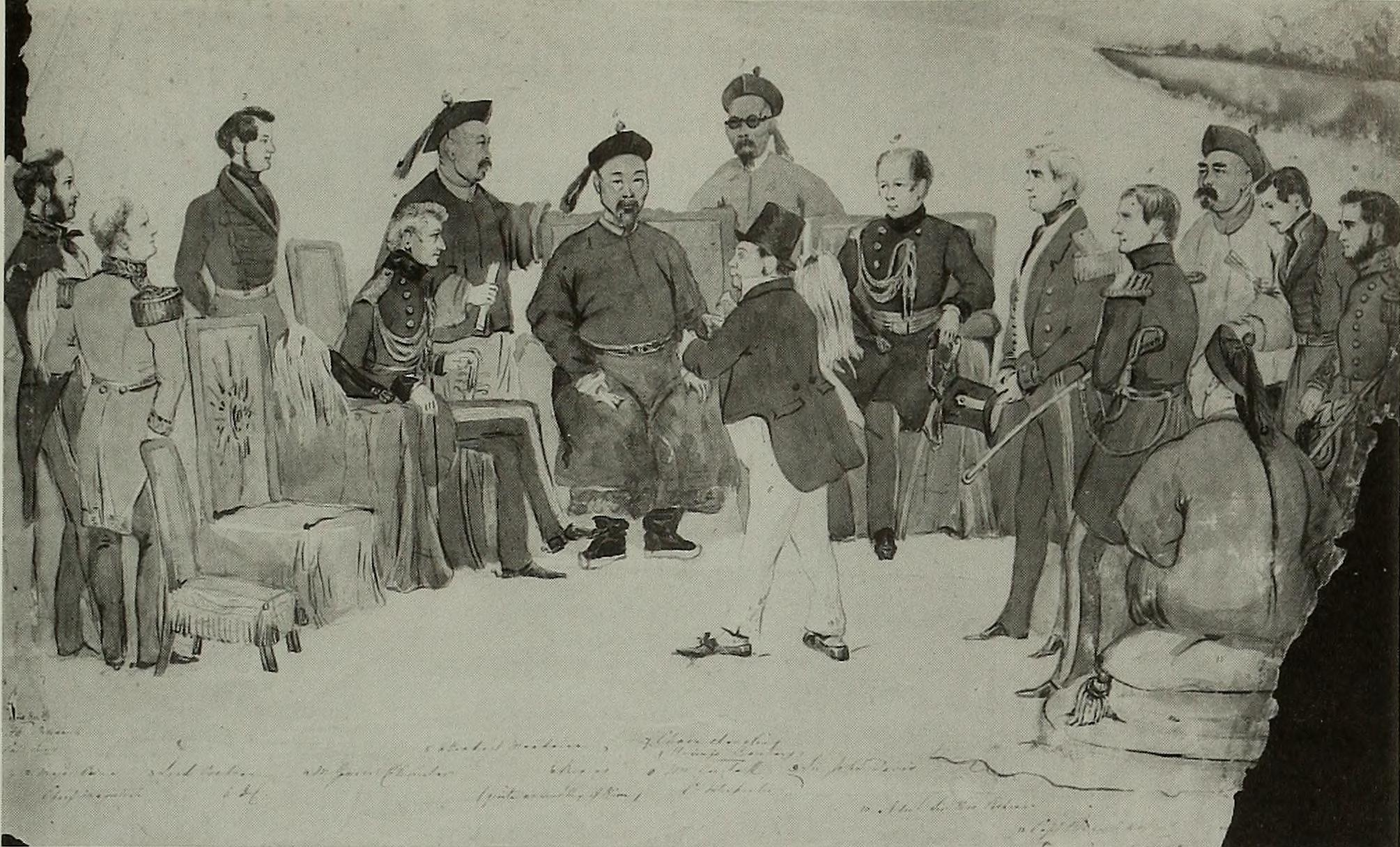
Recepción formal de Keying en Hong Kong, noviembre de 1845.

En 1858, Keying protagonizó un incidente diplomático que acabó con su carrera y con la toma de Pekín por parte de Gran Bretaña y Francia. Ante la entrada de las tropas aliadas occidentales en Tianjin durante la segunda guerra del Opio, el emperador Xianfeng ordenó a Keying que negociara un tratado de paz con Gran Bretaña y Francia para concluir la contienda y detener el avance de las tropas occidentales hasta Pekín. Durante las negociaciones, los intérpretes británicos Horatio Nelson Lay y Thomas Francis Wade presentaron documentos incriminatorios que los británicos habían incautado en Cantón. En los mismos, Keying expresaba su desprecio por los británicos, lo que los británicos insistían desacreditaba a Keying como negociador. En consecuencia, la delegación británica se negó a reunirse con él, y bajo la excusa de haber sido insultados por el emperador, los británicos arrestaron al gobernador de Tianjin y prepararon su marcha sobre Pekín. Humillado, Keying abandonó rápidamente las negociaciones en Tianjin para dirigirse a Pekín. Allí, solicitó una audiencia con el emperador, pero le fue denegada, fue encarcelado y condenado a muerte por el Tribunal del Clan Imperial por desobedecer una orden imperial. En su lugar, se le permitió suicidarse.